# 田中吉六
田中吉六（たなか きちろく、1907年9月3日－1985年12月10日）は、マルクス主義哲学者。
富山県出身。日本大学予科中退。独学でマルクス主義を研究、1952年ごろから肉体労働をしながら著作を行う。その実践主体確立の理論化活動が1960年代後半の学生運動の中で注目された。

## 著書
- 『スミスとマルクス』真善美社 1948　のち論創社
- 『史的唯物論の成立 技術論と認識論』理論社 1949　のち季節社
  - 『史的唯物論の成立』渡辺啓編 こぶし文庫 2005
- 『主体的唯物論への途』労働文化社 1950　のち季節社
- 『マルクス理論の解明 その追体験的再構成』理論社 解明双書　1952
- 『マルクスからルソーへ』農山漁村文化協会 人間選書 1980
- 『わが哲学論争史 労働と思索』農山漁村文化協会 人間選書 1981

共著
- 『全共闘解体と現在』長崎浩、津村喬、神津陽、黒木龍思、小野田襄二、花崎皋平、池田浩士共著 田畑書店 1978

### 翻訳
- マルクス『経済学・哲学草稿』城塚登共訳 岩波文庫 1964

## 参考
- デジタル版日本人名大事典